# Santa Lucía Atioyan
Santa Lucía Atioyan är en ort i Mexiko.   Den ligger i kommunen Nauzontla och delstaten Puebla, i den sydöstra delen av landet, 170 km öster om huvudstaden Mexico City. Santa Lucía Atioyan ligger 1 409 meter över havet och antalet invånare är 306.
Terrängen runt Santa Lucía Atioyan är huvudsakligen kuperad, men åt sydost är den bergig. Runt Santa Lucía Atioyan är det ganska glesbefolkat, med 43 invånare per kvadratkilometer. Närmaste större samhälle är Olintla, 18,1 km nordväst om Santa Lucía Atioyan. I omgivningarna runt Santa Lucía Atioyan växer huvudsakligen savannskog.